# Ходова частина

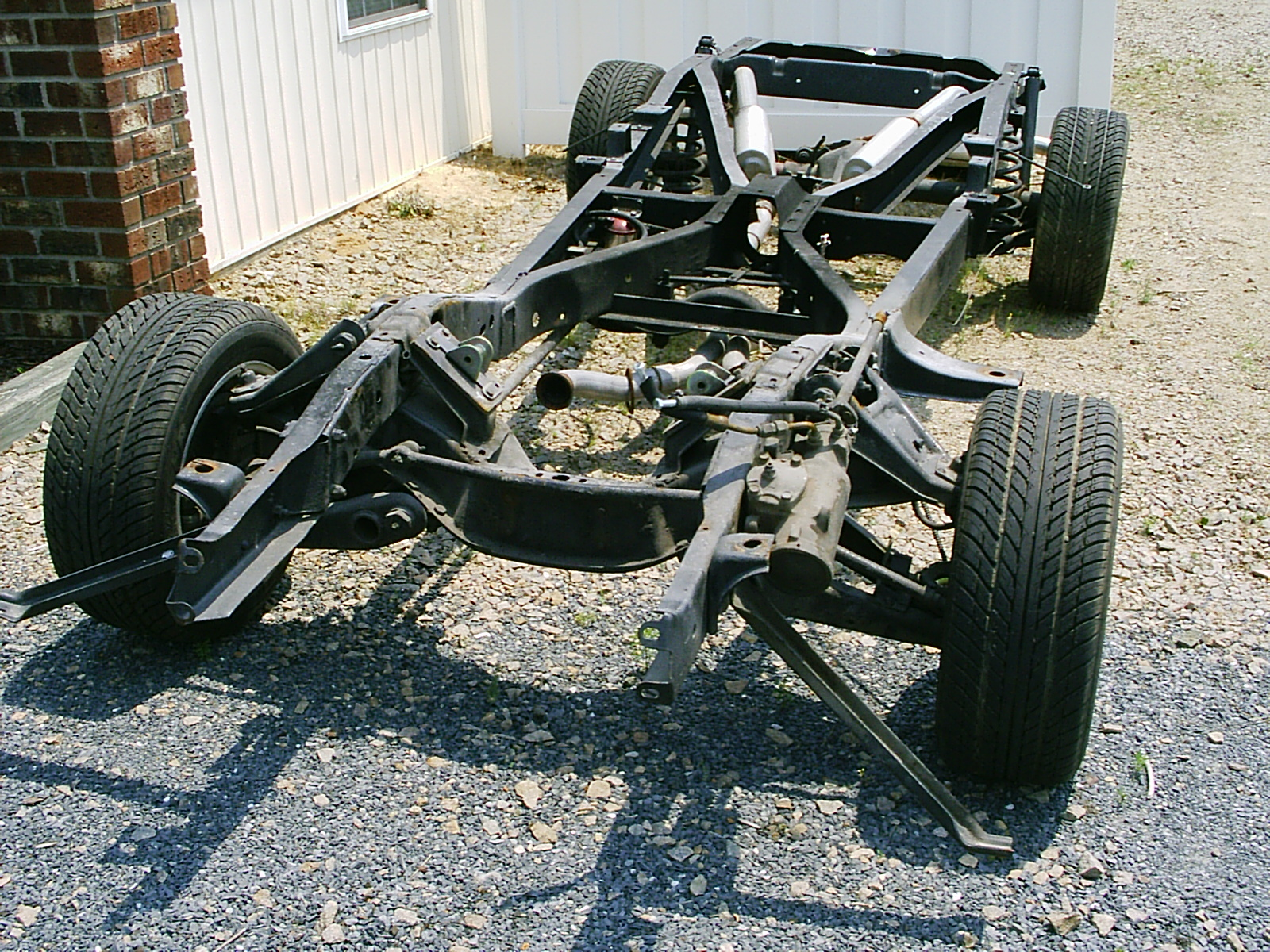
Ходова частина (рамне шасі) автомобіля

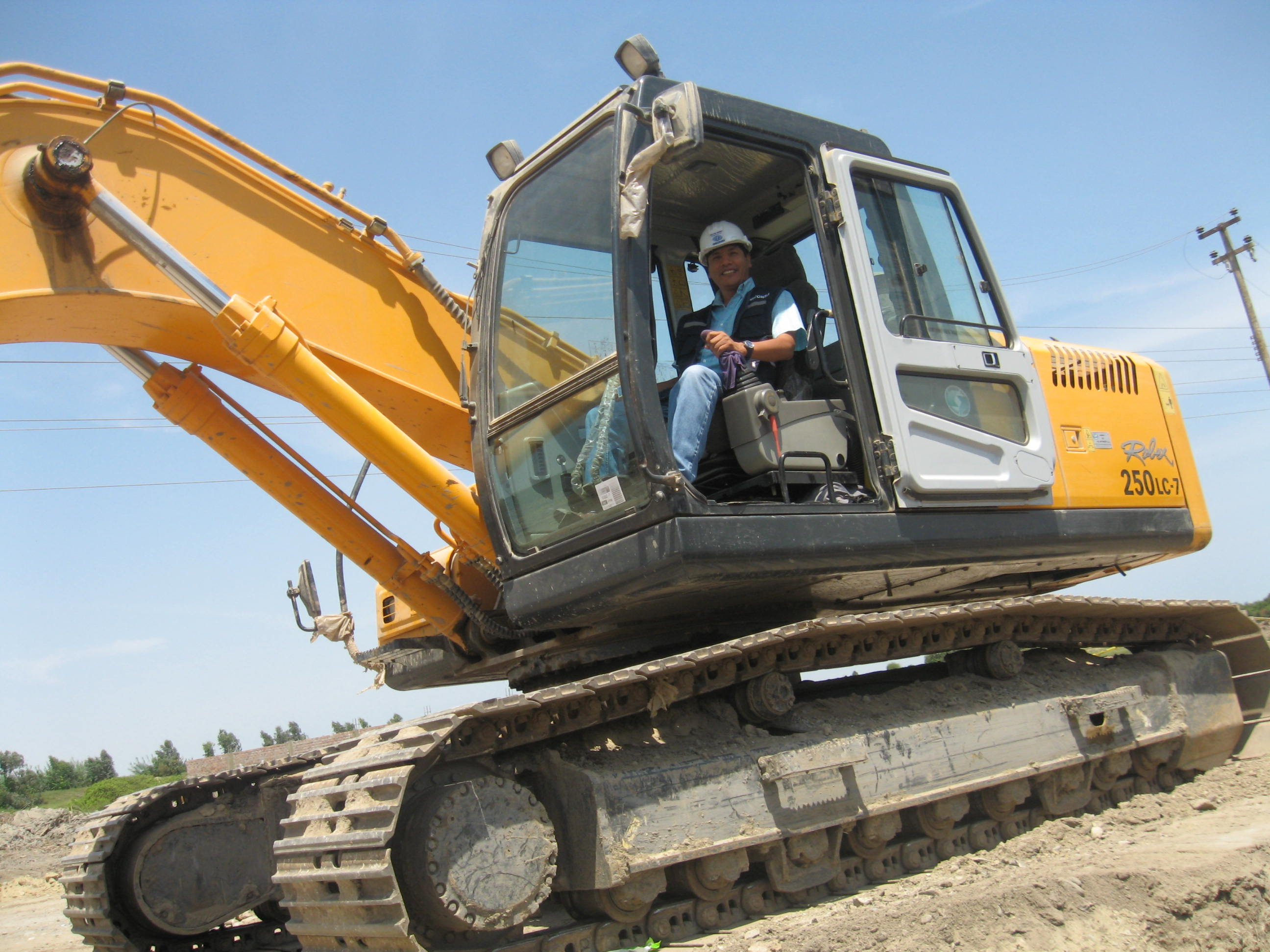
Ходова частина екскаватора

Ходові частини танка

Ходова частина (рос. ходовая часть, англ. running gear; нім. Laufwerk n) — сукупність елементів шасі — рами, основи машин, механізмів та пристроїв.

## Приклади
- У гірничій техніці — частина рами, основи гірничої машини, екскаватора, помосту прохідницького тощо, яка забезпечує їх пересування. Наприклад, крокуючерейковою ходовою частиною обладнані всі вітчизняні роторні екскаватори, відвалоутворювачі та перевантажувачі виробництва НКМЗ.
- Ходова частина локомотива. Ходова частина у різних видів локомотивів виконується по-різному, залежно від виду силової установки. В даний час локомотиви, як правило, спираються на 2 (рідше на 3; електровози ЕП10, 20) візки, які забезпечують локомотиву максимальну плавність ходу і вписування в криві.
- Снасть, хід чи осада — ходова частина воза. Складається з осей, двох насадів, підток, підгерсті, люшень (ручиць).